# Лилти, Антуан
Антуан Лилти (фр. Antoine Lilti; род. 5 июля 1972, Париж, Франция) — французский историк, исторический социолог, известен своими исследованиями эпохи Просвещения. Научный сотрудник Высшей школы социальных наук, руководитель отдела исследований. Лауреат премий за научные достижения.

## Биография
Родился в Париже 5 июля 1972 года. Отец Лилти был врачом, а мать — учительницей. В 1976 году в семье родился младший брат, Тома Лилти, ставший кинорежиссером.

### Образование
В 1991—1995 годах обучается в высшей нормальной школе по программе подготовки историков. В 1994 году получает степень агреже в области истории. Затем под руководством Дэниэля Роша в Сорбонне пишет диссертацию и получает степень доктора философии в области истории в 2003 году.

### Научная карьера
Преподаватель истории в высшей нормальной школе (2005—2011)
Редакционный директор журнала «Анналы» (2006—2011)
Научный сотрудник Высшей школы социальных наук, руководитель отдела исследований (2011-н.в.)

### Научные интересы
Основные сферы исследований — социальные и культурные явления эпохи Просвещения, их проявления в настоящем:
- Известность, репутация, признание
- История и историчность просвещения
- Социал-демократия в Европе в XVIII в.
- Европа просвещения и колониальный кризис

Участник конференций и диспутов. Автор блога в Twitter.

## Избранные публикации

### Книги
- Le Monde des salons. Sociabilité et mondanité à Paris au XVIIIe siècle, Paris, Fayard, 2005
- The World of the salons : Sociability and Worldliness, trad. Lydia Cochrane, New York, Oxford University Press, 2015 (version réduite et revue du précédent).
- Публичные фигуры: Изобретение знаменитости (1750-1850), Paris, Fayard, 2014.
- (совм. с Céline Spector, dir.) Commerce, civilisation, empire. Penser l’Europe au XVIIIe siècle, Oxford, Voltaire Foundation, 2014.

### Статьи
- «In the Shadow of the Public : Enlightenment and the Pitfalls of Modernity», International Journal for History, Culture and Modernity, Brill, XX (2020), p. 1-22.
- «The Kingdom of Politesse: Salons and the Republic of Letters in Eighteenth-Century Paris» Republics of Letters: A Journal for the Study of Knowledge, Politics, and the Arts , Stanford, no. 1 (May 1, 2009).
- «Comment écrit-on l’histoire intellectuelle des Lumières ? Spinozisme, radicalisme et philosophie ?», Annales HSS, 64-1, janvier-février 2009, p. 171—206. Traduction hongroise " Hogyan írják a felvilágosodás eszmetörténetét? ",Korunk, octobre 2009.
- «Quelle histoire de la philosophie ?» (avec Etienne Anheim et Stéphane Van Damme), Annales HSS, 1-2009, p. 5-11
- «Sociabilité et mondanité : les hommes de lettres dans les salons parisiens au XVIIIe siècle», French Historical Studies, vol. 28, n° 3, juillet-septembre 2005, p. 415—445.
- Traduction anglaise parue dans E. P. Hanley and D. McMahon (dir.), The Enlightenment : Critical Concepts in Historical Studies, Routledge, 2009, vol. 3.
- «Vertus de la conversation : l’abbé Morellet et la sociabilité mondaine» , Littératures Classiques, 37, 1999, p. 213—228.